# Lippe
Lippe ou, na sua forma portuguesa, Lipa é um distrito (Kreis ou Landkreis) da Alemanha localizado na região administrativa (Regierungsbezirk) de Detmold, no estado da Renânia do Norte-Vestfália.
O distrito de Lipa cobre praticamente a mesma área do antigo Principado de Lipa e do Estado Livre de Lipa.

## Cidades e municípios

Mapa do distrito de Lippe.

(População em 30 de junho de 2006)
| Cidades | Municípios |
| --- | --- |
| 1. Bad Salzuflen (54 709) 2. Barntrup (9 492) 3. Blomberg (17 059) 4. Detmold (73 517) 5. Horn-Bad Meinberg (18 561) 6. Lage (36 115) 7. Lemgo (42 166) 8. Lügde (11 164) 9. Oerlinghausen (17 357) 10. Schieder-Schwalenberg (9 360) | 1. Augustdorf (9 865) 2. Dörentrup (8 681) 3. Extertal (12 869) 4. Kalletal (15 490) 5. Leopoldshöhe (16 199) 6. Schlangen (9 138) |